# Alex van Opstal (schip, 1937)
De Alex van Opstal (5.965 ton) was een Belgisch vrachtschip van de C.M.B. (Compagnie Maritime Belge). Het liep op een zeemijn en verging op 15 september 1939 in Het Kanaal, in het begin van de Tweede Wereldoorlog.

## Geschiedenis
De Alex van Opstal werd in 1937 in Denemarken gebouwd in opdracht van de C.M.B.
Het was het eerste schip van deze rederij en ook het eerste Belgische koopvaardijschip dat door de oorlog werd getroffen. Op 15 september 1939, twee jaar na zijn tewaterlating, verging het nog zo goed als nieuwe vrachtschip voor de kust van Engeland nabij Weymouth nadat het op een mijn, gelegd door de U-26, was gelopen. België was toen nog niet in oorlog.
De "Alex van Opstal" kwam geladen met tarwe terug uit New York. Er waren geen dodelijke slachtoffers, maar wel raakten acht opvarenden gewond.